# Ministry of Broadcast
Ministry of Broadcast est un jeu vidéo de plates-formes indépendant de 2020 développé par Ministry of Broadcast Studio. Il est inspiré du roman de George Orwell 1984. La version Nintendo Switch sortira au Japon le 7 mai 2020.

## Système de jeu et trame
Le gameplay de Ministry of Broadcast est inspiré de Prince of Persia qui est un jeu de plateforme 2D classique. Le jeu se déroule dans un pays totalitaire divisé par le Mur. Le personnage du joueur, nommé Orange, doit participer à une émission de télé-réalité mortelle appelée " Wall Show ". Orange passe par différents niveaux remplis de pièges et d'ennemis dont par exemple des chiens de garde qu'il doit éviter  et rencontrera également des puzzles qui doivent être résolus.

## Développement
Ministry of Broadcast était en développement depuis février 2018 par deux équipes appelées Twin Petes (Petr Škorňok et Petr Melicherík) et Fuchs + Dachs (Sanja et Dušan Čežek). L'idée est née en fin 2017 lorsqu'ils ont vu une vidéo sur le mur de Berlin. Škorňok et Melicherík ont précédemment travaillé ensemble en tant que programmeurs dans divers services Web de démarrage. Ils ont décidé de trouver des artistes pour leur nouveau jeu. Ils sont tombés sur l'œuvre de pixel art de Sanja Čežek et de son mari Dušan Čežek et Ils ont aimé leur travail sur le jeu par navigateur A Midsummer Night's Dream: Replayed, ils ont alors proposé une collaboration. Ils acceptent. Škorňok et Melicherík ont uni leurs forces avec Sanja et Dušan et l'équipe Twin Petes a été fusionné avec Ministry of Broadcast Studio.
Le jeu d'origine était censé être un jeu de tir d'arène, mais après que les équipes ont uni leurs forces, ils l'ont complètement revu pour en faire un jeu de plateforme cinématographique avec une narration forte.
Pendant le développement, Ministry of Broadcast Studio s'est associé à l'éditeur Hitcents qui a accepté de publier Ministry of Broadcast sur Steam et Nintendo Switch. Le jeu est sorti sur Steam le 30 janvier 2020.

## Accueil
Ministry of Broadcast a remporté le prix "Best Gameplay" et a été nommé pour le prix "Best Art" au Game Access 2018.